# Kaplin (województwo mazowieckie)
Kaplin – wieś w Polsce położona w województwie mazowieckim, w powiecie grójeckim, w gminie Mogielnica.
Od 1 lipca 1922 do 1954 w granicach miasta Mogielnicy.
W latach 1975–1998 miejscowość administracyjnie należała do województwa radomskiego.
W rejonie Kaplina występują niewielkie wydmy o wysokościach 2–5 m.